# Ferret 3
Ferret 3 – trzeci w serii Ferret amerykański satelita wywiadu elektronicznego. Najprawdopodobniej służył do rejestrowania sygnałów radzieckich radarów obrony przeciwlotniczej, telemetrii rakiet i satelitów, oraz podsłuchiwania komunikacji głosowej.

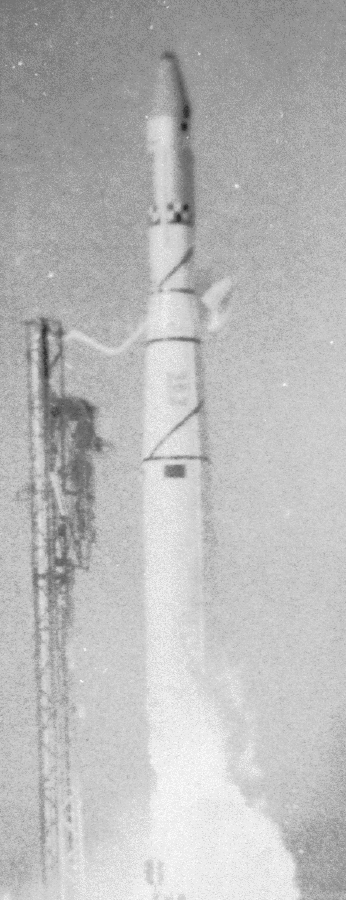
Rakieta Thor Agena B wynosząca satelitę Ferret 3